# Overlangel

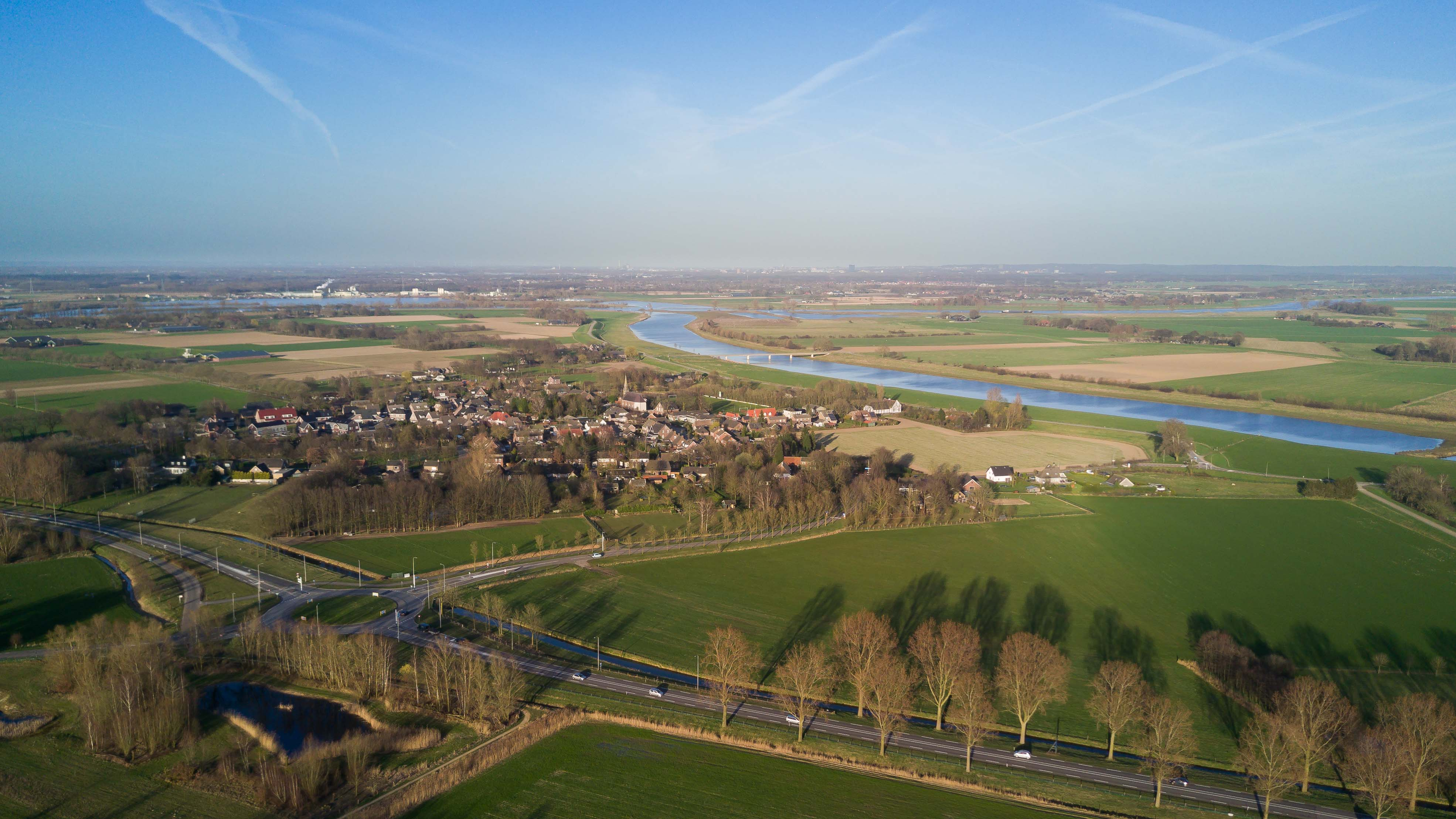
Overlangel vanuit de lucht

Overlangel (Brabants: Langel) is een dorp in de gemeente Oss, in de Nederlandse provincie Noord-Brabant. 
Overlangel maakte sinds 1810 deel uit van de gemeente Herpen. In 1941 is deze gemeente geannexeerd door de gemeente Ravenstein. Deze is op haar beurt in 2003 door de gemeente Oss geannexeerd.

## Toponymie
De naam Langel komt van langelo, dat langgerekt bos betekent. Het voorvoegsel Over heeft betrekking op Bovenstrooms, in tegenstelling tot Neerlangel.

## Geschiedenis
Opgravingen tonen aan dat Overlangel mogelijk al in de IJzertijd bewoond werd.
Overlangel maakte in de middeleeuwen deel uit van de heerlijkheid Langel in het Land van Herpen. Deze omvatte ook Neerlangel. In 1360 werd het stadje Ravenstein gesticht, tussen Neerlangel en Overlangel in. Aangezien ook het machtscentrum zich daarheen verschoof, sprak men sindsdien van het Land van Ravenstein.
Omstreeks 1500 was er te Overlangel reeds sprake van een Sint-Antoniuskapel. In 1814 werd deze vernieuwd. In 1854 werd Overlangel afgesplitst van de parochie Herpen en verheven tot een zelfstandige parochie en werd de huidige vroeg-neogotische Sint-Antoniuskerk gebouwd.
Overlangel had vroeger een haven, waar handel werd gedreven in steenkool, graan, wijn en hop. Er was een scheepswerf en al snel kwamen er cafés en winkeltjes. Op deze manier ontstond het dorp Overlangel. De handel bracht rijkdom, met name voor de familie De Bruijn, die dankzij handel in graan- en wijn de bouw van de nieuwe kerk in 1854 goeddeels kon financieren.
Nadat de zeilschepen in de tweede helft van de 19e eeuw werden vervangen door stoomboten, werd Overlangel niet vaak meer aangedaan. Hierdoor werd de handel minder en de armoede kwam in het dorp. De kanalisatie van de Maas in 1938 betekende de doodsteek voor het dorp, aangezien daardoor de Maasarm werd afgesneden waaraan Overlangel gelegen was,.
Op zondag 6 februari 1972 kwam het dorp landelijk in het nieuws door een aanslag van de Palestijnse Fatah op een gasverdeelstation tussen Overlangel en Ravenstein. Ondanks een grote brand vielen er geen gewonden, maar het verdeelstation werd deels in de as gelegd. De achtergrond van de keuze voor dit doelwit is nooit opgehelderd.

## Bezienswaardigheden

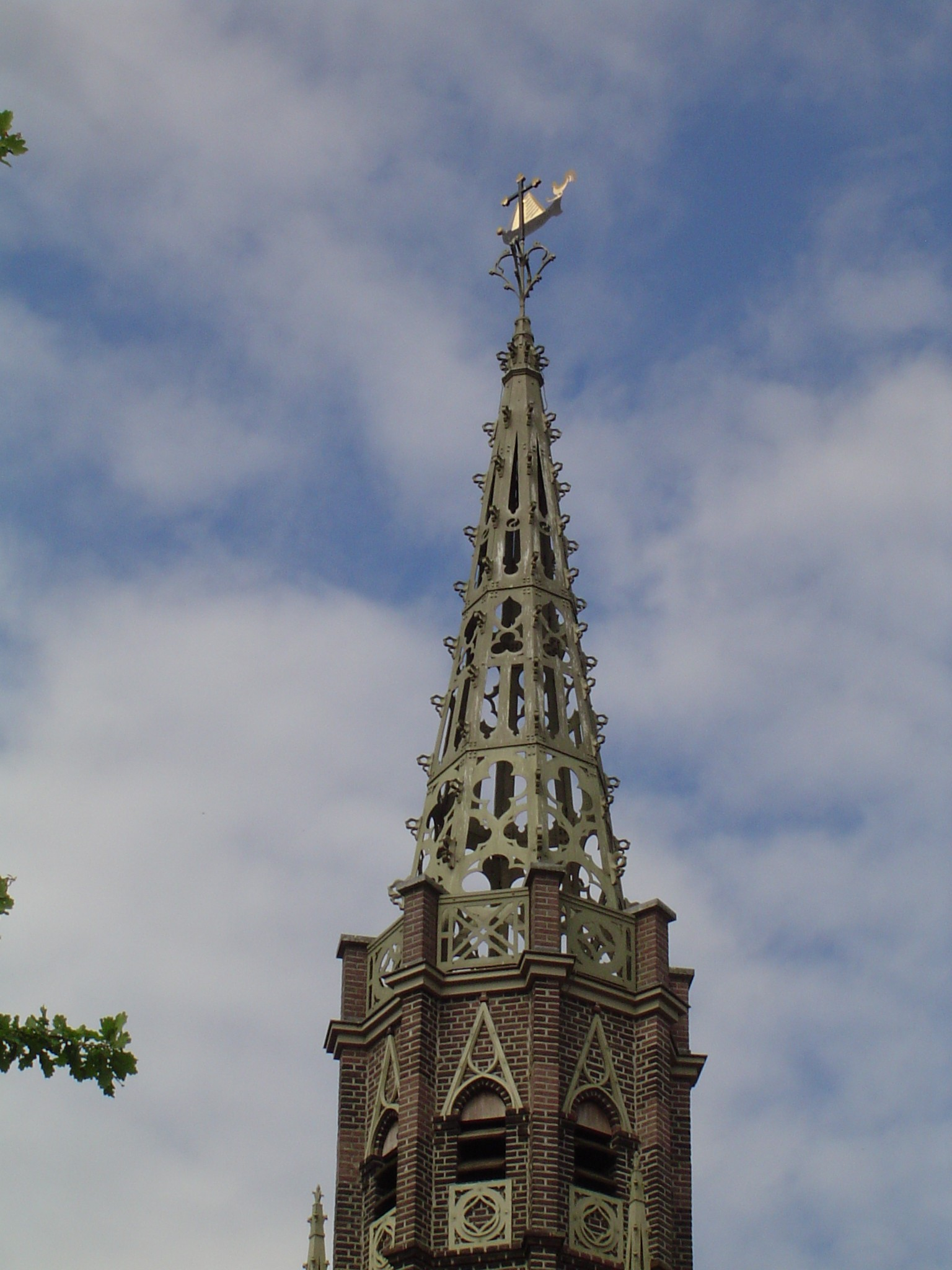
Overlangel, gietijzeren torenspits

- De Sint-Antoniuskerk is een kerkje uit 1854 in vroege neogotische stijl. Architect was W.J. van Vogelpoel uit Utrecht. De toren heeft een opengewerkte gietijzeren spits, een nieuwigheid voor die tijd en een symbool van de industriële revolutie. In de kerk bevindt zich een gepolychromeerd houten Mariabeeld van omstreeks 1735.

## Natuur en landschap
Overlangel lag tot 1938 aan de Maas. De meander werd echter afgesneden en sindsdien ligt de plaats tegenover een uiterwaardengebied dat eens Gelders was en sinds 1958 tot de provincie Noord-Brabant behoort. Hier ligt het nieuwe natuurgebied Keent.
Ten zuidwesten van Overlangel liggen enkele poelen en wielen in en aan de Hertogswetering.

## Verenigingsleven
Overlangel heeft samen met Neerloon en Keent diverse verenigingen, onder andere:
- C.V. De Nachtgravers
- C.V. Plog
- C.V. Gauw Blauw
- C.V. Ge Kunt Me Wâ!
- C.V. Nog Efkes
- C.V. 't Stelt Niks Veur
- C.V. Maf Mar Moi
- C.V. Nie Mauwe Mar Bouwe
- C.V. 't Kumt Goed
- Biljartvereniging OBV '72
- Blaaskapel 't KON
- Dartvereniging
- Hengelsportvereniging "Het Sluiske" (opgericht in 2002)
- Korfbalclub T.O.G.
- MTC The Pet Devils
- Toneelvereniging Overlangel
- Voetbalvereniging OKSV (opgericht in 1949)

## Nabijgelegen kernen
- Neerloon, Herpen, Reek, Schaijk, Grave, Keent